# Aspirrhina spinosa
Aspirrhina spinosa är en stekelart som beskrevs av Halstead 1991. Aspirrhina spinosa ingår i släktet Aspirrhina och familjen bredlårsteklar. Inga underarter finns listade.